# 初めましてこんにちは、離婚してください
『初めましてこんにちは、離婚してください』（はじめましてこんにちは りこんしてください）は、あさぎ千夜春によるオンライン小説。小説投稿サイト『Berry's Cafe』（ベリーズ文庫）にて2016年2月20日から3月17日まで連載された。甘塩コメコがイラストを担当した書籍版がベリーズ文庫（スターツ出版）より2016年に出版されており、2019年には内容を改稿した文庫版がスターツ出版文庫（同社）より発売されている。2023年には、イラストを七里ベティに変更した新装版がベリーズ文庫より発売された。
七里ベティ作画による漫画版が『comic Berry's』（スターツ出版）にてVol.71からVol.132まで連載された。2021年には、コミックシーモアが主催する「電子コミック大賞2021」で女性部門賞を受賞した。2024年9月時点で、小説とコミックスの累計部数は180万部を突破している。
2024年11月より、毎日放送にてテレビドラマが放送された。

## 書誌情報

### 小説
- あさぎ千夜春（著）・甘塩コメコ（イラスト）『初めましてこんにちは、離婚してください』 スターツ出版〈ベリーズ文庫〉、2017年6月10日発売[4]、ISBN 978-4-8137-0264-1
- あさぎ千夜春（著）・甘塩コメコ（イラスト）『初めましてこんにちは、離婚してください』 スターツ出版〈スターツ出版文庫〉、2019年4月28日発売[5]、ISBN 978-4-8137-0673-1
- あさぎ千夜春（著）・七里ベティ（イラスト）『初めましてこんにちは、離婚してください 新装版』 スターツ出版〈ベリーズ文庫〉、2023年12月10日発売[6]、ISBN 978-4-8137-1514-6

### 漫画
- あさぎ千夜春（著）・七里ベティ（作画）『初めましてこんにちは、離婚してください』 スターツ出版〈Berry's COMICS〉、全5巻
  1. 2020年8月21日発売[10]、ISBN 978-4-8137-6045-0
  2. 2020年8月21日発売[10]、ISBN 978-4-8137-6046-7
  3. 2021年2月19日発売[10]、ISBN 978-4-8137-6055-9
  4. 2021年10月15日発売[10]、ISBN 978-4-8137-6077-1
  5. 2022年4月15日発売[10]、ISBN 978-4-8137-6102-0

## 漫画動画
2020年7月15日と18日から、YouTube上の野いちご・ベリーズカフェチャンネルにて、コミカライズの試し読みを目的として第1話に音声をつけた漫画動画が配信されている。その後も、音声なしの形で試し読みとして第2話・第4話・第5話が配信されている。
キャスト
- 結城莉央 - 楠美琴
- 高嶺正智 - 松村悠哉
- 羽澄 - 根津拓未
- 天宮翔平 - 鈴木将之

## テレビドラマ
2024年11月8日（7日深夜）から12月27日（26日深夜）まで毎日放送の「ドラマ特区」枠で放送された。主演は犬飼貴丈と林芽亜里。

### キャスト

#### 主要人物
高嶺正智（たかみね まさとも）〈30〉
演 - 犬飼貴丈
タカミネコミュニケーションズの社長。
結城莉央（ゆうき りお）〈26〉
演 - 林芽亜里
京都で千年以上の歴史がある旧家の令嬢。高嶺と16歳で政略結婚させられ、10年後、高嶺との初対面で離婚を切り出す。

#### 周辺人物
天宮翔平（あまみや しょうへい）〈30〉
演 - 西垣匠
タカミネコミュニケーションズの副社長。高嶺にとって唯一の親友。
税所羽澄（さいしょ はずみ）〈28〉
演 - 髙松アロハ
莉央の頼れる幼馴染。結城家に古くから仕えてきた元家臣。
黒瀬友哉（くろせ ゆうや）〈28〉
演 - 山中柔太朗
莉央の日本画に興味を持つ、凄腕の美術商。
設楽桐史郎（したら とうしろう）〈42〉
演 - 高橋光臣
莉央の師匠。世界的に有名な日本画家。
結城南実子
演 - 嶋村友美
莉央の母親。

### スタッフ
- 原作 - あさぎ千夜春（原作）・七里ベティ（漫画）『初めましてこんにちは、離婚してください』（Berry's COMICS）
- 監督 - 加藤尚樹、佐々木資門、實光美々佳、鹿野洋平[9]
- 脚本 - 桐乃さち、折戸咲月[9]
- オープニング主題歌 - 乃紫「縁色反応」（MIJ Quality Records）[18]
- エンディング主題歌 - TRACK15「千年計画」（06(o-six) records）[19]
- 日本画制作 - 孫元園
- 日本画所作指導・作品提供 - 武井好之
- チーフプロデューサー - 丸山博雄
- プロデューサー - 久保田紗代、大森美希、浅野敦也、加藤尚樹
- 制作プロダクション - TBSスパークル[9]
- 製作 - 「初めましてこんにちは、離婚してください」製作委員会、毎日放送[9]

### 放送日程
| 話数   | 放送日   | サブタイトル                     | 脚本     | 監督       |
| ------ | -------- | -------------------------------- | -------- | ---------- |
| 第1話  | 11月08日 | IT社長×お嬢様 離婚から始まる恋?! | 桐乃さち | 加藤尚樹   |
| 第2話  | 11月15日 | 突然の同棲スタート?!             | 桐乃さち | 加藤尚樹   |
| 第3話  | 11月22日 | お前が欲しい、好きだ             | 桐乃さち | 佐々木資門 |
| 第4話  | 11月29日 | 最強幼馴染VS10年越しの恋         | 桐乃さち | 佐々木資門 |
| 第5話  | 12月06日 | 大好きだ、愛してる…              | 折戸咲月 | 實光美々佳 |
| 第6話  | 12月13日 | 夫婦、初めての夜…                | 折戸咲月 | 實光美々佳 |
| 第7話  | 12月20日 | 僕はあなたが好きです…            | 桐乃さち | 鹿野洋平   |
| 最終話 | 12月27日 | 二人が選ぶ未来は——               | 桐乃さち | 加藤尚樹   |

### 放送局
| 放送期間                      | 放送時間                      | 放送局         | 対象地域   | 備考              |
| ----------------------------- | ----------------------------- | -------------- | ---------- | ----------------- |
| 2024年11月7日 - 12月26日      | 木曜 23:30 - 翌0:00           | テレビ神奈川   | 神奈川県   | 1時間29分先行放送 |
| 2024年11月8日 - 12月27日      | 金曜 0:59 - 1:29 （木曜深夜） | 毎日放送       | 近畿広域圏 | 製作局            |
|                               | 金曜 23:00 - 23:30            | チバテレ（CTC) | 千葉県     |                   |
| 2024年11月14日 - 2025年1月2日 | 木曜 0:00 - 0:30 （水曜深夜） | テレビ埼玉     | 埼玉県     |                   |
|                               | 木曜 22:30 - 23:00            | とちぎテレビ   | 栃木県     |                   |
|                               | 木曜 23:30 - 翌0:00           | 群馬テレビ     | 群馬県     |                   |

### ネット配信
| 配信開始月 | 配信サイト           | 配信料金     | 備考           |
| ---------- | -------------------- | ------------ | -------------- |
| 2024年11月 | FOD（FODプレミアム） | 定額制有料   | 見放題独占配信 |
| 2024年11月 | MBS動画イズム        | 広告付き無料 | 見逃し配信     |
| 2024年11月 | TVer                 | 広告付き無料 | 見逃し配信     |

| 毎日放送 ドラマ特区                   | 毎日放送 ドラマ特区                     | 毎日放送 ドラマ特区 |
| 前番組                                | 番組名                                  | 次番組              |
| ------------------------------------- | --------------------------------------- | ------------------- |
| 愛人転生 -サレ妻は死んだ後に復讐する- | 初めましてこんにちは、 離婚してください | ふったらどしゃぶり  |